# Farges (Ain)
Farges – miejscowość i gmina we Francji, w regionie Owernia-Rodan-Alpy, w departamencie Ain.

## Demografia
Według danych na styczeń 2012 r. gminę zamieszkiwały 943 osoby, a gęstość zaludnienia wynosiła 66 osób/km².